# Mario Kart World
Mario Kart World (マリオカートワールド?, Mario Kāto Wārudo) è un videogioco simulatore di guida  sviluppato da Nintendo EPD e pubblicato il 5 giugno 2025 da Nintendo in esclusiva su Nintendo Switch 2 come titolo di lancio. È il nono titolo della serie principale. World ha aumentato il numero di piloti a 24, introdotto una modalità open world, nuove meccaniche come il "salto caricato" e una gara a eliminazione chiamata "Sopravvivenza".
Il videogioco è stato accolto positivamente dalla critica, venendo elogiato il rinnovo della formula della serie e le nuove meccaniche, tuttavia è stato criticato l'open world. Al 1° agosto 2025, il gioco ha venduto 5,63 milioni di copie.

## Modalità di gioco

Schermata dal videogioco che mostra Mario derapare su una ringhiera nel "Circuito Mario Bros."

Mario Kart World è un simulatore di guida. Come i precedenti titoli Mario Kart, il giocatore gareggia utilizzando personaggi del franchise di Mario in go-kart. I personaggi utilizzabili sono più di 40, e alcuni hanno delle varianti con costumi a tema vari. Il numero di piloti è aumentato a un massimo di 24 per pista, numero più alto nella storia della serie. I circuiti non hanno solo un percorso prestabilito, in quanto ogni pista è open world e si può anche correre fuori strada. Sono presenti inoltre alcune nuove meccaniche come il "salto caricato" che consente di schivare oggetti e ostacoli, la possibilità di correre sui muri e quella di tornare brevemente indietro nel tempo, disponibile solo nella modalità a giocatore singolo, per rifare una fase della corsa.

### Gran Premio e Sopravvivenza
Rispetto ai precedenti capitoli, la modalità "Gran Premio" non consiste più in quattro gare separate fra loro, bensì il giocatore deve guidare da una pista all'altra. Mario Kart World possiede anche circuiti dei precedenti capitoli riprogettati per adattarsi alla nuova modalità open world ed è stato aggiunto un ciclo giorno-notte. È stata introdotta anche la modalità "Sopravvivenza", in cui il numero di giocatori diminuisce a ogni circuito, eliminando dalla gara chi non è riuscito a qualificarsi.

### Corsa Libera
È stata aggiunta anche modalità "Corsa Libera", in cui il giocatore può esplorare i circuiti senza restrizioni. In questa modalità sono presenti anche missioni e collezionabili. Una volta completato il "Gran Premio", la modalità "Sopravvivenza" e avere trovato un certo numero di collezionabili in "Corsa Libera", il giocatore sbloccherà anche la modalità "Speculare" come nei precedenti capitoli.

### Modalità Battaglia
Infine è ritornata anche la modalità "Battaglia" dai titoli precedenti, in cui i giocatori si sfidano fra loro per collezionare il maggior numero di monete o scoppiare i palloncini degli avversari.

## Colonna sonora
La colonna sonora del videogioco è stata composta dallo stesso team di Mario Kart 8, guidato da Atsuko Asahi insieme a Maasa Miyoshi, Takuhiro Honda e Yutaro Takakuwa. Per la prima volta nella serie, Nintendo ha collaborato con compositori esterni per arrangiare alcune porzioni della colonna sonora, inclusi membri della band jazz fusion Dezolve e anche Satoshi Bandoh e Masato Honda di T-Square.
Mario Kart World ha introdotto delle transazioni dinamiche tra un brano e l'altro a seconda della modalità scelta e del luogo in cui si trova il giocatore. Secondo la compositrice Asahi, sono stati composti intro e outro dedicate per i brani dei circuiti, così da creare "transazioni fluide" nella modalità "Sopravvivenza". Ha paragonato tale metodo a un medley. Per la modalità open world, il team di sviluppo ha implementato un sistema, chiamato "jukebox", che seleziona automaticamente il brano più adeguato dalla colonna sonora. Oltre 200 brani sono stati arrangiati, presi da tutto il media franchise di Mario.

## Sviluppo
Mario Kart World fu concepito nel marzo 2017, poco prima della pubblicazione di Mario Kart 8 Deluxe. Nintendo Entertainment Planning & Development incominciò a sviluppare il videogioco verso fine dello stesso anno. Kosuke Yabuki, il produttore della serie, decise di rinnovare la formula, dopo averla "perfezionata" in Mario Kart 8 Deluxe, con un videogioco open world. Venne immediatamente deciso di chiamare il videogioco Mario Kart World al posto di Mario Kart 9 per questo motivo. Oltre a Nintendo EPD, contribuirono allo sviluppo Monolith Soft, 1-UP Studio e Bandai Namco Studios. Diversi nuovi personaggi giocabili sono anche ostacoli nei vari percorsi; secondo il direttore artistico Masaaki Ishikawa, durante lo sviluppo un designer fece un schizzo della Mucca del percorso "Prateria Verde" che guida un camion, così decisero di aggiungere altri personaggi-ostacoli come "piloti NPC".
Nel 2020 fu deciso di pubblicare Mario Kart World su Nintendo Switch 2 a causa delle difficoltà tecniche che causava il numero di giocatori e la modalità open world sull'hardware di Nintendo Switch. Grazie al nuovo motore, gli sviluppatori riuscirono a espandere ciò che avevano già implementato e aggiungere nuove idee senza scendere a compromessi. In questo periodo gli sviluppatori concepirono anche il Pass percorsi aggiuntivi del titolo precedente come un ripiego temporaneo per prolungare lo sviluppo di World.

### Promozione

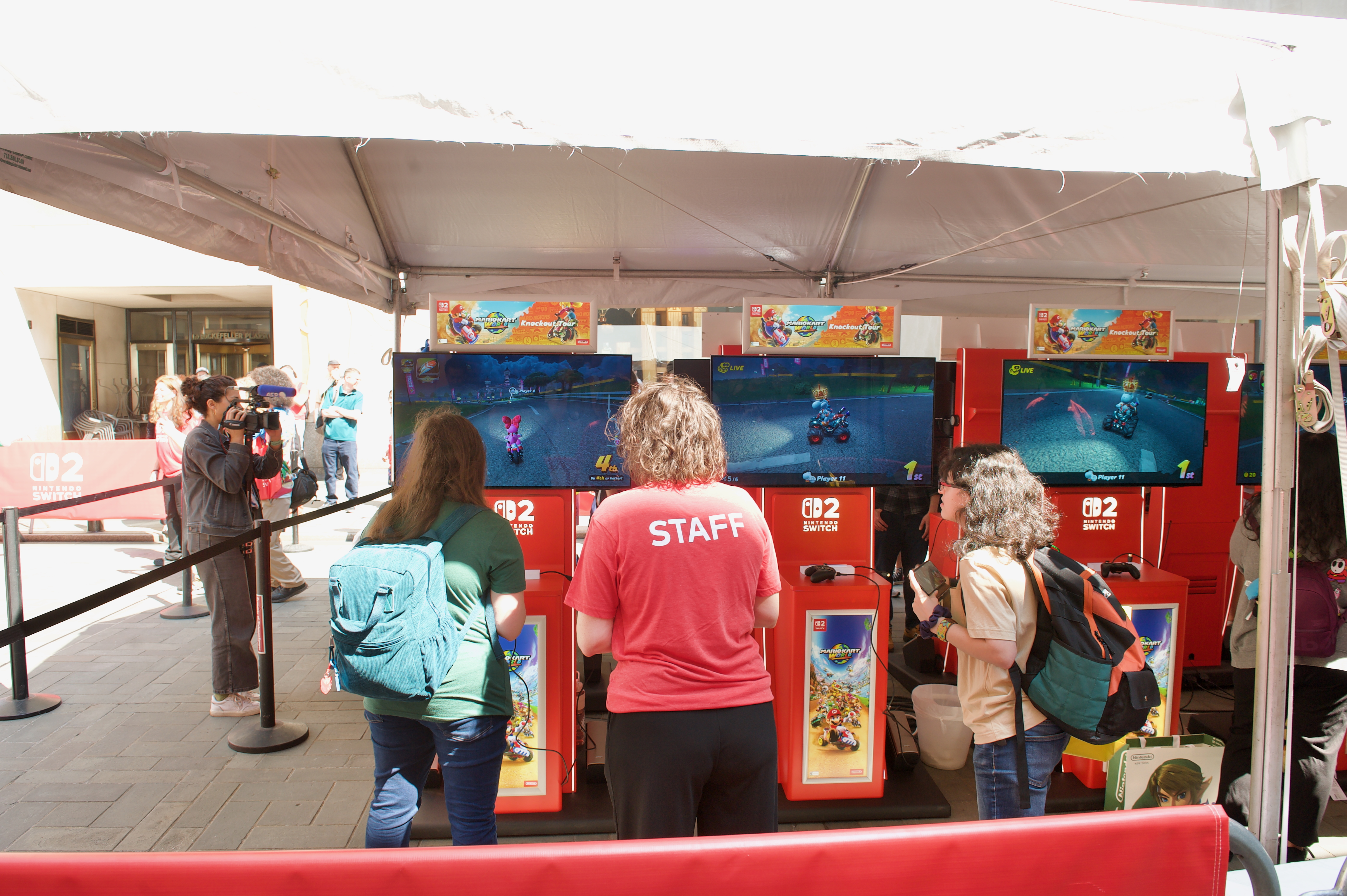
Dei giocatori provano Mario Kart World a New York durante l'evento dedicato al lancio della console

Nel 2021 alcune testate giornalistiche rivelarono in una fuga di notizie che un nuovo videogioco simulatore di guida di Nintendo era in sviluppo da "almeno due (o) tre anni".
Il 16 gennaio 2025, Nintendo annunciò in un video Nintendo Switch 2, con all'interno spezzoni di un nuovo Mario Kart. Nel Nintendo Direct del 2 aprile dedicato a Switch 2, Nintendo annunciò ufficialmente Mario Kart World con un trailer completo. Il 17 aprile, con un altro Direct, l'azienda mostrò altri dettagli sul gioco, tra cui le modalità di gioco e i nuovi personaggi.

### Distribuzione
Il videogioco venne distribuito per Nintendo Switch 2 il 5 giugno 2025. È il primo capitolo della serie a essere stato pubblicato come titolo di lancio di una console. È stato possibile anche acquistarlo in bundle insieme alla console. Il prezzo di listino di 80€ per la versione digitale e 90€ per la versione fisica sollevò diverse critiche e proteste, ma Nintendo giustificò il fatto affermando che "si tratta dell'esperienza di Mario Kart più grande di sempre".

## Accoglienza

### Prima della distribuzione
Il trailer iniziale ha ricevuto accoglienza mista dalla critica. Rebakah Valentine di IGN ha apprezzato lo stile grafico del videogioco, paragonandolo a quello di Super Mario Bros. - Il film e Super Mario Bros. Wonder. Valentine ha anche comparato la modalità "Corsa Libera" a quella del videogioco Forza Horizon. Stacey Henley di TheGamer ha invece criticato il design di alcuni personaggi, soprattutto quello di Donkey Kong.

### Critica
| Testata                              | Giudizio |
| ------------------------------------ | -------- |
| Metacritic (media al 21 luglio 2025) | 86/100   |
| OpenCritic (media al 21 luglio 2025) | 86/100   |
| 4Players                             | 8,5/10   |
| Destructoid                          | 9/10     |
| Digital Trends                       | 4/5      |
| Edge                                 | 8/10     |
| Eurogamer                            | 8/10     |
| Famitsū                              | 36/40    |
| Game Informer                        | 8,25/10  |
| GameSpot                             | 9/10     |
| Gamepare                             | 8/10     |
| IGN                                  | 8/10     |
| IGN Italia                           | 8,5/10   |
| Nintendo Life                        | 9/10     |
| Nintendo World Report                | 8/10     |
| PCMag                                | 4,5/5    |
| Siliconera                           | 9/10     |
| SpazioGames.it                       | 8,5/10   |
| The Guardian                         | 5/5      |
| Video Games Chronicle                | 4/5      |

Mario Kart World ha ricevuto critiche "generalmente favorevoli" su Metacritic. Il 97% dei critici hanno consigliato il videogioco su OpenCritic. In Giappone, quattro critici di Famitsū hanno dato al videogioco un totale di 36 su 40, con un punteggio di 9 su 10 per ognuno.
Lodan Plant di IGN ha elogiato i controlli, le nuove meccaniche, la colonna sonora che ha definito "celebrativa" e la modalità "Sopravvivenza". Ha criticato invece "i limiti" della modalità multigiocatore online, diverse scelte fatte dagli sviluppatori riguardo ai collezionabili e alle interfacce, e alla modalità "Corsa Libera" che ha definito "sconnessa". Plant tuttavia ha espresso ottimismo per possibili aggiornamenti futuri. Scott Duwe di Destructoid lo ha definito una "garanzia di eccellenza", sostenendo che "potrebbe essere il miglior capitolo del franchise". Ha elogiato la modalità "Sopravvivenza", l'esplorazione data dall'open world e i contenuti sbloccabili. Jordan Minor di PCMag ha definito World come "un salto generazionale per la serie". Steve Watts di GameSpot ha elogiato le novità e le nuove meccaniche introdotte nel capitolo, e ha definito la nuova "Pista arcobaleno" come "la migliore di tutti i tempi". Keza MacDonald di The Guardian ha elogiato la "ampia e ridicola" selezione di percorsi. Edge ha definito la modalità libera "decente, ma nulla di eccezionale", affermando però che è un ottimo esercizio per imparare le meccaniche di gioco, offrendo ai giocatore qualcosa da fare in attesa che il loro amico si unisca alla lobby. Yussef Cole di The New York Times ha descritto World come un gioco "elegante, ma privo di elementi significativi".
Sono state sollevate alcune critiche riguardo la modalità "Corsa Libera", dal momento che era stata mostrata una modalità multigiocatore locale, non presente nella versione finale.  Cole l'ha comparata a Forza Horizon e Burnout Paradise, sostenendo che non compete con loro. Hanno ricevuto reazioni miste le strade che connettono fra loro i percorsi, soprattutto nella modalità online. Prima dell'aggiornamento 1.1.2, i giocatori potevano scegliere l'opzione "casuale" che permetteva di fare 3 giri sullo stesso percorso, questo è stato cambiato dopo quella versione, privilegiando le strade intermediarie. Questa nuova modalità è stata criticata e ha ricevuto un review bombing da parte degli utenti su Metacritic.

### Vendite
Mario Kart World ha venduto 782.566 copie fisiche nella settimana di lancio in Giappone secondo Famitsū. Al 15 giugno 2025, le copie vendute sono diventate 917.466. Secondo l'analista di Circana, Mat Piscatella, il bundle con la console ha venduto circa 869.000 copie nella settimana di lancio negli Stati Uniti, circa il 79% delle Switch 2 vendute. In Spagna, il videogioco ha venduto 95.000 copie fisiche. Mario Kart World è diventato il videogioco più venduto del Nintendo eShop. Al 1° agosto 2025, il gioco ha venduto globalmente 5,63 milioni di copie.